# Prognostická hodnota
Prognostická hodnota (Predictive value = PV) je pojem používaný v populační epidemiologii. Stanovuje pravděpodobnost výsledku testu. Vychází z bayesovské statistiky.

## Pravděpodobnost výsledku testování
Thomas Bayes byl kněz. Byl přesvědčen, že náhody mají svou zákonitost. Dokazoval to třeba na hodu mincí. Než hodil poprvé, měl šanci 1:1, že padne hlava. Tuto pravděpodobnost dodnes nazýváme pravděpodobnost před testem nebo primární pravděpodobnost (prior probability). Po hodu se primární pravděpodobnost pro následující hod změnila. Zákonitost převedl do vzorečku. Zavedl i pojem převrácení omylu čili opačná pravděpodobnostní otázka. Pokud například padla hlava šestkrát za sebou, je více pravděpodobné, že mince není vyvážená. Dodnes používají epidemiologové opačnou pravděpodobnostní otázku jako důkaz chybného testování populace: Jak je pravděpodobné, že nám vyjde určitý počet testů negativně, když specificita je pod 100 %? Máme-li samé negativní výsledky, sami sebe usvědčíme, že od počátku testujeme chybně. Výsledky nelze uznat, jsou zmatečné.

## Bayes Theorem a prognostická hodnota
Nejjednodušeji se dá Bayes theorem vyjádřit takto: Sekundární pravděpodobnost je dána primární pravděpodobností lomeno normalizační konstanta.
Jeho teorie pravděpodobnosti byla zveřejněna až posmrtně (po roce 1761).
Bayes Theorem porovnává dvě na sobě nezávislé události (A,B). Znaménkem minus označujeme, že se pozorovaná událost nestala. Znaménko plus zpravidla nepíšeme, znamená, že se událost stala, hypotéza platí.

## Příklad s pravděpodobností hypotéz
Hypotéza A: Mám paratuberkulózu
Hypotéza B: Test je pozitivní
P(A) a P(B) jsou pravděpodobnosti, že sledujeme události A a B bez toho, aby měla jedna na druhou vliv.
P(A) je pravděpodobnost, že kdokoli v populaci má paratuberkulózu – ta je dána skutečnou prevalencí nemoci v populaci (P).

P(−A) je pravděpodobnost, že nikdo v populaci nemá paratuberkulózu – to stanoví kontrolní program a stvrzuje každoročně certifikační program.

P(A/B) je podmíněná pravděpodobnost. Udává, jak je pravděpodobná událost A pokud je událost B pozitivní. (Jak je pravděpodobné, že mám paratuberkulózu, pokud vyjde test pozitivní.) P(A/B) je sekundární pravděpodobnost, epidemiologové ji říkají prognostická hodnota (PV).
P (B/A) je pravděpodobnost že uvidíme událost B, pokud je A pozitivní. (Jak je pravděpodobné, že test vyjde pozitivní u nemocného jedince. Což udává senzitivita testu (Sn).
P (B/−A) je pravděpodobnost, že uvidíme událost B, pokud je A negativní. (jak je pravděpodobné, že test vyjde pozitivní u zdravého jedince. Což udává specificita testu (Sp).

Bayesianova rovnice se dá napsat v tomto tvaru:

{\displaystyle P(A\mid B)={\frac {P(B\mid A)P(A)}{P(B\mid A)P(A)+P(B\mid \neg A)P(\neg A)}}.}

## Příklad s prognostickou hodnotou
Epidemiologové dosadili do pravděpodobnostní rovnice místo abstraktních hypotéz konkrétní údaje: senzitivitu testu, specificitu testu a prevalenci.
PV+ (neboli PPV = Positive Predictive Value) pozitivní prognostická hodnota udává, s jakou pravděpodobností je jedinec nemocný, když vyjde test pozitivně.
PV− (neboli NPV = Negative Predictive Value) negativní prognostická hodnota udává, s jakou pravděpodobností je jedinec skutečně zdravý, když test vyšel negativně.

{\displaystyle {\text{PPV}}={\frac {{\text{sensitivita}}\times {\text{prevalence}}}{{\text{sensitivita}}\times {\text{prevalence}}+(1-{\text{specificita}})\times (1-{\text{prevalence}})}}}
{\displaystyle {\text{NPV}}={\frac {{\text{specificita}}\times (1-{\text{prevalence}})}{(1-{\text{sensitivita}})\times {\text{prevalence}}+{\text{specificita}}\times (1-{\text{prevalence}})}}}

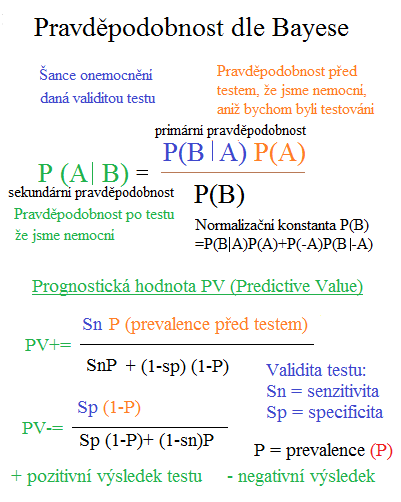
Prognostická hodnota a Bayes Theorem

Výpočet prognostické hodnoty je základ pro vytvoření kontrolního programu.
Praktické použití ukazuje následující příklad.

## Využití v populační epidemiologii
V roce 1992 se u testování PTB skotu v USA používaly dva odlišné údaje. NJWG (National Johne’s Working Group) doporučila používat tuto validitu testů: ELISA IDEXX Sp = 97 % , Sn = 25 %. Výrobce udával ELISA IDEXX: Sp = 98 % a Sn = 60 %. Rozdíl je dán metodikou určování. Výrobce provádí sérologické testy u zvířat, kde je kultivačně prokázán výskyt PTB. NJWG obě hodnoty přepočítává na skutečný výskyt infekce ve stádě, dle 40% senzitivity kultivace trusu (sp = 100 %, sn = 40 %).
Pozitivní prognostická hodnota (PPV) a negativní prognostická hodnota (NPV) u testů na PTB.
| Prevalence ve stádě | ELISA sn = 25 % sp = 97 % | ELISA sn = 25 % sp = 97 % | ELISA sn = 60 % sp = 98 % | ELISA sn = 60 % sp = 98 % | Kultivace sn = 40 sp = 100 % | Kultivace sn = 40 sp = 100 % |
| Prevalence ve stádě | PPV %                     | NPV %                     | PPV %                     | NPV %                     | PPV %                        | NPV %                        |
| 1 %                 | 15                        | 99                        | 16                        | 99                        | 99                           | 99                           |
| 5 %                 | 48                        | 96                        | 51                        | 97                        | 100                          | 97                           |
| 10 %                | 67                        | 92                        | 69                        | 95                        | 100                          | 94                           |
| 20 %                | 82                        | 84                        | 83                        | 91                        | 100                          | 87                           |
| 30 %                | 88                        | 75                        | 90                        | 85                        | 100                          | 80                           |
| 40 %                | 92                        | 66                        | 93                        | 78                        | 100                          | 71                           |
| 50 %                | 95                        | 57                        | 95                        | 71                        | 100                          | 63                           |

Hodnoty PPV ukazují, že pokud je vysoká prevalence PTB ve stádě, jsou testy s nízkou validitou postačující (PPV = 95 %). Jinými slovy drtivá většina pozitivních zvířat je skutečně pozitivní a je třeba se jich zbavit. Pokud bychom pozitivní opět testovali (verifikovali stejným testem), pak by většina negativních testů byla falešných, chybně by nemocné označila za zdravé.  Ozdravování by se díky tomu prodloužilo o mnoho let.
Pokud však stádo ozdravíme, jsou výsledky prováděné nadále stejným testem zcela neprůkazné (PPV = 15–16 %). Jinými slovy drtivá většina pozitivních testů je falešně pozitivní, chybně nám označí populaci za zamořenou. Pokud budeme pozitivní opět testovat, pak správně odhalíme falešně pozitivní. V závěru ozdravování, když prevalence paratuberkulózy ve stádě klesne pod 5 %, je nutné testy verifikovat, jinak ozdravování nikdy neskončíme. Kdy budeme stádo považovat za „ozdravené“ záleží jen a pouze na metodice certifikace. Stáda v jednom státu „ozdravená“ se v jiném státu považují za „nakažená“. Objektivně je u paratuberkulózy nutno testovat stádo s negativním výsledkem minimálně 6 let, protože tak dlouhá je inkubační doba nemoci.
Obecně se v certifikačním programu (zdravé stádo) pozitivní výsledky sérologického vyšetření verifikují kultivací trusu. Jinými slovy se u stejného jedince udělá druhý test se 100% specificitou. Často se používá série testů, kdy se jedinec, který vyšel pozitivně, testuje mnoha dalšími testy s jednoznačným závěrem – negativní. Jednoznačná verifikace pozitivních je ve stádech s certifikátem nutností, jinak by stádo přišlo o garanci nulového výskytu nemoci.
Při ozdravování (nemocné stádo) se verifikace neprovádí, podstatně by se tím prodloužilo ozdravování. Respektive se konec ozdravování a počátek certifikace metodicky shodují.

## Od pravděpodobnosti k šanci onemocnění jedince
Šance onemocnění (odds) je pouze jiné vyjádření pravděpodobnosti. Šance = pravděpodobnost / (1 − pravděpodobnost). Šance onemocnění se zpravidla používá v subjektivní epidemiologii (bayesianova epidemiologie), kdy se hodnotí výsledek testů pro jedince. Základní ukazatel je Věrohodnostní poměr (Likelihood Ratios = LR).